# Antonio María Rouco Varela
Antonio María Rouco Varela, španski rimskokatoliški duhovnik, škof in kardinal, * 24. avgust 1936, Villalba.

## Življenjepis
28. marca 1959 je prejel duhovniško posvečenje.
17. septembra 1976 je bil imenovan za pomožnega škofa Santiaga de Compostela in za naslovnega škofa Gergisa; 31. oktobra istega leta je prejel škofovsko posvečenje.
9. maja 1984 je bil imenovan za nadškofa Santiaga de Compostela in 28. julija 1994 za nadškofa Madrida.
21. februarja 1998 je bil povzdignjen v kardinala in imenovan za kardinal-duhovnika S. Lorenzo in Damaso.